# Экштедт
Экштедт (нем. Eckstedt) — община в Германии, в земле Тюрингия. 
Входит в состав района Зёммерда. Подчиняется управлению Ан дер Марке.  Население составляет 601 человек (на 31 декабря 2010 года). Занимает площадь 6,50 км².